# Griqualand Est
1862–1879
Entités précédentes :
- Royaume Mpondo

Entités suivantes :
- Colonie du Cap

Le Griqualand Est (Griekwaland-Oos en afrikaans), officiellement New Griqualand, est l'un des quatre éphémères États griquas d'Afrique australe, établi entre le début des années 1860 et la fin des années 1870 près des rivières Umzimkulu et Kinira, au sud du royaume des Basotho.
Sa capitale, Kokstad, est l'endroit où, traversant les montagnes du Lesotho d'aujourd'hui, finit par s'installer une partie de ce peuple qui avait migré plusieurs fois dans le passé, depuis le Cap de Bonne-Espérance.
Le territoire est occupé par les Britanniques et devient une colonie en 1874, peu de temps avant que son fondateur et unique dirigeant, Adam Kok III, ne décède. Peu de temps après, le petit territoire est incorporé dans la colonie du Cap. Bien que longtemps éclipsé par l'histoire des Voortrekkers, le trek des Griquas est décrit comme « l'une des grandes épopées du xixe siècle. »

## Histoire

### Contexte
Avant l'arrivée de migrants venus de l'ouest et du nord, la zone est une partie du royaume Mpondo, gouverné par le roi Faku, appartenant à une dynastique Xhosa, qui règne de 1815 à 1867. Durant son règne, Faku accueille des migrants venus de sa frontière nord-est, lesquels fuient les armées de Shaka (dirigeant du royaume zoulou de 1816 à 1828). Lorsqu'il réalise que ses guerriers ne peuvent pas défendre la partie orientale de son royaume contre les Zoulous, il décide d'évacuer la zone, qui devient un Nomansland (No-man's land en graphie moderne).
Pendant ce temps, un groupe de Griquas, qui avait quitté le Cap de Bonne-Espérance au xviiie siècle et colonisé la zone autour de la ville actuelle de Philippolis en 1826, se trouve face à la menace de voir ses terres passer sous le contrôle de l'État libre d'Orange, une république boer instituée en 1854. En 1861, la plupart des habitants entreprennent un exténuant voyage vers le sud, à travers les montagnes du Quathlamba (aujourd'hui appelé Drakensberg).

### Arrivée et colonisation

États Griquas et Boers en Afrique australe, XIXe siècle.

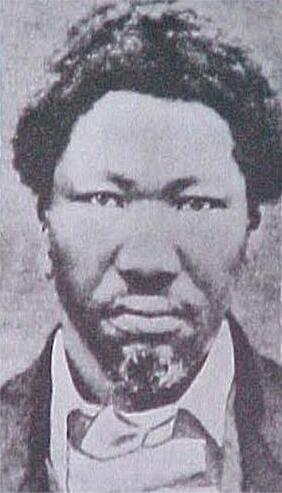
Adam Kok III.

Selon John Robinson, premier Premier ministre du Natal, les habitants de Philippolis sont invités par Sir George Grey, administrateur de la région pour le compte du Royaume-Uni, à coloniser le nomansland, au sud de ce qui est à l'époque la colonie britannique du Natal. Il s'agit d'éviter un conflit possible avec l'État libre mais aussi de créer une zone tampon pour éviter  les « raids prédateurs contre les fermiers et les indigènes du Natal », perpétrés par les Bochimans. Le dirigeant Griqua, Adam Kok III, fait reconnaître la région, et l'ensemble du groupe accepte l'arrangement et arrive sur place en 1862.
Des documents officiels, récemment découverts, relatent un arrangement entre l'Empire britannique et l'État libre, en 1854, bien avant que les Griquas aient connaissance du sort qu'on leur propose. L'arrangement consiste à ce que les Britanniques acceptent d'expulser toute la population en échange du règlement d'un conflit frontalier entre les Afrikaners et les colons britanniques du Cap. Selon ces documents, Adam Kok III et ses hommes n'apprennent l'existence de ce plan que six ans après sa signature. 
Sur place, les Griquas se rendent compte qu'ils ne peuvent rassembler une armée au niveau de celle des forces coloniales, et après avoir exprimé leur opposition à devenir soit des sujets de la Couronne dans la colonie du Cap soit des citoyens de seconde zone dans l'État libre d'Orange,, ils sont contraints une nouvelle fois à l'exil en 1863.
Les derniers fidèles au dirigeant Griqua finissent par arriver dans la région du Mont Currie et établissent un laager (« campement »), une installation rudimentaire faite de cabanes, où ils restent la moitié d'un décennie,. En 1869, le révérend Dower, de la London Missionary Society, visite la place et propose de construire une église à condition que les gens acceptent une fois de plus de se déplacer. Après consultation de la population, une zone plus au sud des montagnes est choisie, où, en 1872, est fondée la ville de Kokstad, nommée ainsi en l'honneur d'Adam Kok.
Un État est institué autour de Kokstad. Les Griquas, quoique dominant politiquement, sont largement dépassés en nombre par les populations de langue xhosa, installées avant eux,,.

### Gouvernement

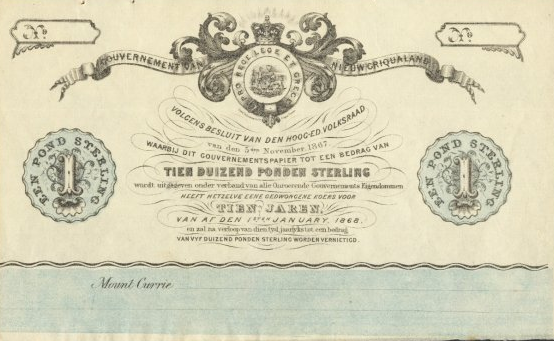
Billet de banque d'une livre du Griqualand Est, 1868.

Historiquement parlant le peuple du Griqualand est constamment en mouvement, ne se fixant que pendant de courtes périodes. Il établit un conseil du peuple (volksraad), formé de douze membres, chargé des décisions internes et des relations avec les gouvernements étrangers,.

#### Monnaie
En 1867 la banque de Durban commence à produire ses propres billets de banque ; Kok et ses partisans se lancent dans la même entreprise et environ 10 000 billets d'une livre, à usage local, sont imprimés. Ils ne seront concrètement jamais utilisés et la plupart sont détruits avant même d'être mis en circulation,. Après l'installation à Kokstad, une nouvelle monnaie, sous forme de pièces, est introduite en 1874. Les pièces restent en circulation même après la disparition du pays,.

### Annexion par les Britanniques (1874)
Les circonstances de la fin de l'État du Griqualand Est sont floues. Des archives de la colonie du Cap conservent une requête, faite en 1869 par Adam Kok III auprès de l'administration britannique, demandant le respect des droits fonciers du Griqualand et à ce que le territoire ne soit en aucune circonstance incorporé à la colonie du Natal. Cependant, les sources britanniques disent que les Griquas ont vendu volontairement la majeure partie de leurs terres et que l'annexion du territoire a eu lieu avec l’accord des habitants eux-mêmes. Mais il semble que les Griquas eux-mêmes aient été divisés sur ce sujet. Un propos d'Adam Kok, lorsqu'il apprend les intentions du Royaume-Uni, suggère une méprise ou une tromperie quant à la prise de contrôle des Britanniques : « Voilà, vous l'avez… Nous n'avons pas été consultés. Nous ne pouvons rien dire,. » Les Britanniques prennent le contrôle direct du territoire en 1874.
En décembre 1875, Adam Kok III est grièvement blessé dans un accident de chariot, il meurt peu après. Lors de ses funérailles, un de ses cousins déclare que le dernier espoir de voir un État indépendant exister en Afrique australe est mort en même temps que lui.
Le territoire, passé sous la direction des Britanniques, est administré en tant que colonie séparée pendant plusieurs années. Durant cette période, le British colonial office exerce une pression considérable sur la colonie du Cap afin qu'elle annexe le coûteux et turbulent territoire. Le gouvernement de la colonie, devenu depuis peu « responsable », est réticent du fait des dépenses importantes que cela nécessite et du ressentiment prévisible de la population,.

### Incorporation à la colonie du Cap (1879)
La colonie du Cap commence donc par refuser d'intégrer le Griqualand Est, mais un arrangement est trouvé après de nombreuses négociations et, en  1877, le parlement du Cap signe l'acte d'annexion du Griqualand Est (Griqualand East Annexation Act, Act 38 of 1877),. Il n'est promulgué que le 17 septembre 1879, lorsque quatre magistrats sont nommés, à Kokstad, Matatiele, Mount Frere et Umzimkulu. Le territoire élit deux représentants au parlement de la colonie,  selon le système de « franchise électorale », qui rend électeurs tous les hommes résidant, quelle que soit la couleur de leur peau.
Les Griquas n'ont jamais été qu'une minorité dirigeante au Griqualand Est. Après la fin de l'indépendance, les Mpondo, une population de langue xhosa, qui forment depuis longtemps la majorité de la population du territoire, en viennent à posséder la majeure partie des terres, conjointement avec les colons Européens nouvellement arrivés. Ces facteurs démographiques conduisent à une dilution de l'identité Griqua et, un siècle plus tard, sous le régime d'apartheid, le territoire devient le bantoustan du Transkei,.

## Griqualand contemporain
Lorsque l'Union d'Afrique du Sud se forme en 1910, la colonie du Cap devient la province du Cap. Durant les années 1980, une partie de l'ancien Griqualand Est se trouve dans le Transkei, un des quatre bantoustans censément indépendants. En 1994, après les premières élections libres, il se trouve dans la partie sud de la province du KwaZulu-Natal. Kokstad conserve son nom ; c'est de nos jours la ville la plus importante du district municipal de Sisonke,.

### Crédits
- (en) Cet article est partiellement ou en totalité issu de l’article de Wikipédia en anglais intitulé « Griqualand East » (voir la liste des auteurs).

### Traductions
1. ↑  (en) « There you have it… we were not consulted. We can say nothing. »